# Левитский, Дмитрий Иванович
Дми́трий Ива́нович Леви́тский (в ряде источников — Левицкий; ум. 1825) — профессор «повивального искусства» при Московской медико-хирургической академии, городовой акушер, переводчик, автор ряда научных трудов.

## Биография
Об его детстве информации практически не сохранилось, да и прочие биографические сведения о нём очень скудны и отрывочны; известно лишь, что в 1811 году в Москве Д. И. Левитский защитил докторскую диссертацию на тему: «De morbis e dislocatione uteri oriundis» и получил степень доктора медицины.
Кроме докторской диссертации Дмитрий Иванович Левитский напечатал: «Опыт о предохранении от моровой язвы и ее лечении» (Москва, 1816 год) и «Руководство к повивальной науке, извлеченное из новейших сочинений» (Москва, 1821 год) и перевел: с латинского языка труд Гофмана «О ботанических врачебных садах» (Москва, 1807 г.) и с немецкого языка работы Геккера «Врачебная наука на пути своем к совершенству, или история врачебных теорий и систем от Гиппократа до наших времен» (Москва, 1809 г.) и Гуфеланда «Система практической врачебной науки» (2 части, Москва, 1811—1812 гг.).
Дмитрий Иванович Левитский скончался 7 марта 1825 года.